# Hyacinthe-Marie de Brouchoven
Pour les articles homonymes, voir Brouchoven.
Hyacinthe-Marie de Brouchoven, seigneur de Steen, est un diplomate et magistrat né le 16 avril 1650 à Anvers et mort le 28 septembre 1707.

## Biographie
Hyacinthe-Marie est le fils de Jean-Baptiste de Brouchoven et d'Hélène Fourment.
Il prend l'état ecclésiastique et devient à vingt ans chanoine de la cathédrale de Gand. Après avoir renoncé à cet état, il devient successivement conseiller du Conseil provincial de Namur en 1676, du Grand conseil des Pays-Bas à Malines en 1680 et du Conseil suprême des Pays-Bas et de Bourgogne près du roi à Madrid en 1690.
En 1699, il devient président du Grand Conseil de Malines. Cette même année, il est envoyé à Lille avec Alexandre Scockaert de Tirimont pour y régler le traité des limites avec les ministres français. L'acte est signé le 3 décembre 1699.
Il se marie à Namur avec Marie Adrienne de Zualart.

## Source
- « Brouchoven (Hyancinthe-Marie de) », Biographie nationale de Belgique,  Académie royale de Belgique